# Кузяев, Далер Адьямович
Дале́р Адья́мович Кузя́ев (род. 15 января 1993, Набережные Челны) — российский футболист, полузащитник. Заслуженный мастер спорта России (2018). Провёл 51 матч за сборную России.

## Клубная карьера
Кузяев родился в Набережных Челнах, в возрасте двух или трёх лет вместе с семьёй переехал в Оренбург, там начинал заниматься футболом. Его отец Адьям Кузяев работал тренером в местном «Газовике». Позднее Далер переехал в Санкт-Петербург, где продолжил занятия футболом. Два года играл в «Коломягах» под руководством тренера Максима Крамаренко, затем два года — в школе «Смена» у тренера Андрея Горлова. После этого занимался в петербургском «Локомотиве» под руководством Дмитрия Полякова и Сергея Масловского, вместе с командой занял четвёртое место в детском чемпионате России. После успешного выступления за эту команду Кузяев попал в академию «Зенита», где один год играл под руководством Александра Горшкова.
В начале 2012 года покинул академию «Зенита» и новой команды найти не смог, полгода поддерживал игровую форму, выступая в чемпионате Санкт-Петербурга за «СМУ-303». Летом оказался в петрозаводской «Карелии», которую тренировал его отец. За эту команду отыграл один сезон в первенстве ПФЛ, а летом 2013 года снова вынужден был искать себе новый клуб, поскольку «Карелия» была расформирована. Побывал на просмотре в «Рубине», отправился с командой на сборы в Австрию и произвёл хорошее впечатление на тренера Курбана Бердыева, но тот порекомендовал молодому игроку поиграть год за нижнекамский «Нефтехимик», чтобы получить больше игровой практики. За «Нефтехимик» отыграл один неполный сезон в первенстве ФНЛ, в котором провёл 15 матчей.
Зимой 2014 года подписал контракт с клубом российской премьер-лиги «Тереком». Дебютировал за него в последнем туре первенства 2013/14 в матче против казанского «Рубина», выйдя на замену на 80-й минуте вместо Факундо Пириса.

### «Зенит»
Летом 2017 года вернулся в «Зенит», подписав контракт на три года. В первом же матче чемпионата России против «СКА-Хабаровск» 17 июля дебютировал в официальных матчах за новый клуб, а через 7 минут забил гол, ставший первым в его взрослой карьере. После этого начал вызываться в сборную России и закрепился в стартовом составе.
Летом 2020 года отказался подписывать новый контракт с «Зенитом», намереваясь уехать в Европу. По информации СМИ, имел предложения от шотландского «Рейнджерс», итальянской «Аталанты», турецких «Бешикташа» и «Галатасарая», испанского «Алавеса». 4 октября в СМИ появились сообщения о подписании Кузяевым трёхлетнего контракта с московским «Локомотивом», но на следующий день информация была опровергнута, а 6 октября «Зенит» объявил о подписании контракта до конца сезона 2022/23.

### «Гавр»
12 июля 2023 года было объявлено, что Кузяев стал игроком новичка французской Лиги 1 «Гавра». Контракт с российским полузащитником рассчитан до 2025 года с зарплатой около 350 тыс. евро в год. 13 августа дебютировал в Лиге 1 в гостевом матче с «Монпелье». 20 августа в матче чемпионата с «Брестом» забил свой первый гол за клуб, а 3 сентября забил победный гол «Лорьяну». В результате дебютный гол Кузяева был номинирован на звание лучшего в Лиге 1 в августе.
7 января 2024 года в дебютном матче Кубка Франции против «Кана» (2:1) забил победный гол.
В июне 2025 года покинул команду.

## Выступления за сборную

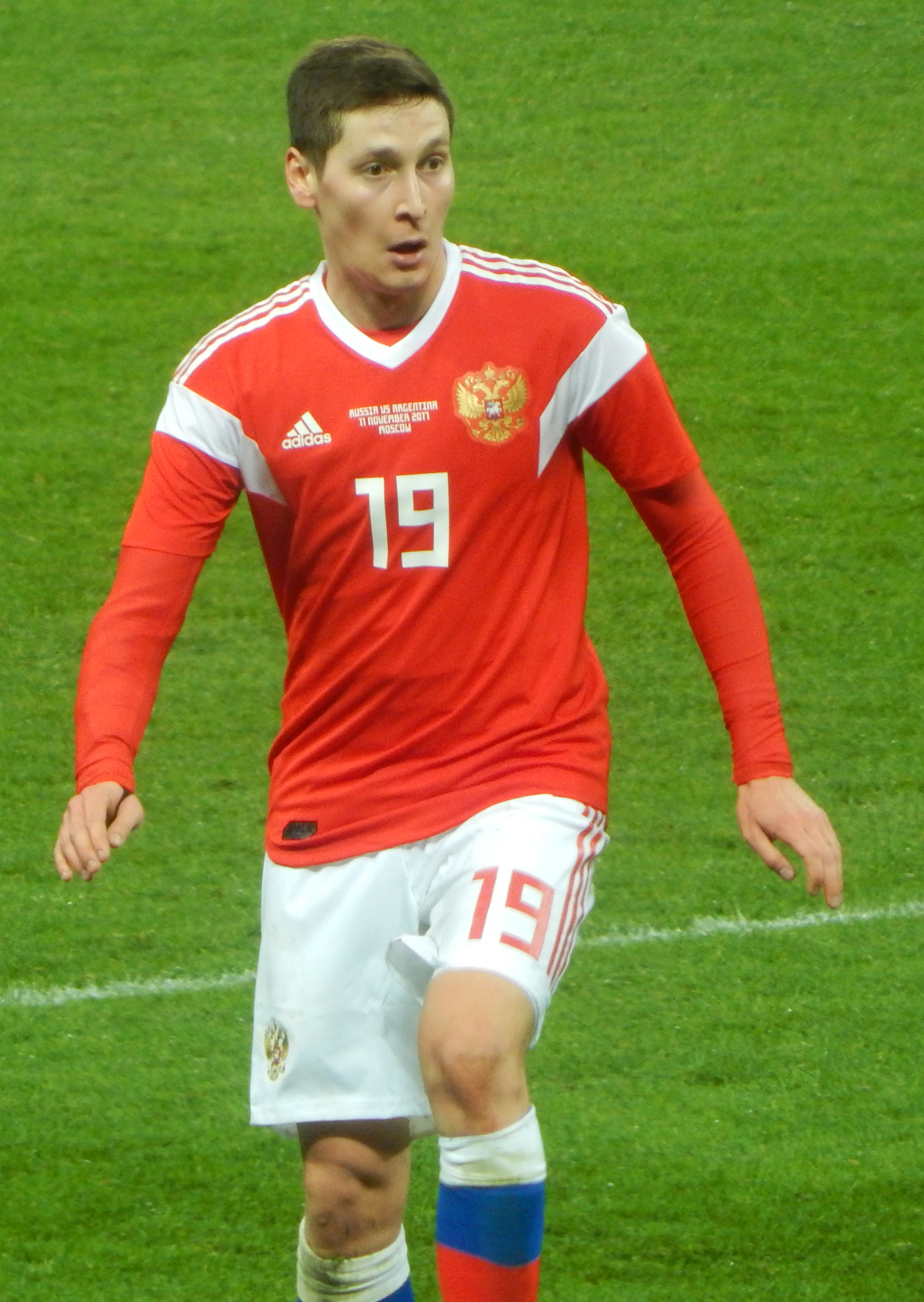
Кузяев в составе сборной России в матче со сборной Аргентины (2017 год)

Кузяев мог выступать за сборную Таджикистана, так как там родились его родители. Летом 2017 году ему поступило предложение выступать за сборную Таджикистана, от которого он отказался, поскольку родился и вырос в России. В августе 2017 года впервые был вызван на сбор национальной сборной России тренером Станиславом Черчесовым. 3 сентября принял участие в контрольном матче с московским «Динамо» (3:0). 7 октября 2017 года дебютировал за сборную в товарищеской встрече с командой Южной Кореи (4:2).
Участник чемпионата мира 2018 года. Выходил на поле во всех матчах сборной на турнире. В четвертьфинале реализовал послематчевый пенальти в ворота сборной Хорватии, однако команда проиграла.
Вскоре после чемпионата мира принял участие в дальнейших матчах сборной: товарищеских матчах, Лиге наций УЕФА 2018/19, а также в отборочных матчах ЧЕ-2020, где принял участие в четырёх матчах, в последнем забил дебютный гол за сборную в матче с Сан-Марино на третьей минуте (5:0).
Участник чемпионата Европы по футболу 2020, прошедшего в 2021 году (принял участие во всех трёх матчах сборной на турнире).

## Личная жизнь
Кузяев — футболист в третьем поколении, его отец и дед выступали в Таджикистане. Старший брат Руслан также был футболистом, но из-за обилия травм вынужден был рано завершить карьеру и занялся бизнесом. По национальности — татарин.
В 2017 году окончил магистратуру Санкт-Петербургского государственного экономического университета по специальности «управление государственными и частными предприятиями». В том же году поступил в аспирантуру по направлению «экономика».

## Достижения
«Зенит»
- Чемпион России (5): 2018/19, 2019/20, 2020/21, 2021/22, 2022/23
- Обладатель Кубка России: 2019/20
- Обладатель Суперкубка России (2): 2021, 2022

### Личные
- Заслуженный мастер спорта России (2018)
- Почётная грамота Президента Российской Федерации (27 июля 2018 года) — за большой вклад в развитие отечественного футбола и высокие спортивные достижения[21]
- В списках 33 лучших футболистов чемпионата России (3): № 3 (2017/18, 2021/22, 2022/23).
- Член Клуба Игоря Нетто (2024 год).

## Статистика

### Клубная
| Выступление      | Выступление      | Выступление      | Лига | Лига | Кубок | Кубок | Еврокубки | Еврокубки | Итого | Итого |
| Клуб             | Лига             | Сезон            | Игры | Голы | Игры  | Голы  | Игры      | Голы      | Игры  | Голы  |
| ---------------- | ---------------- | ---------------- | ---- | ---- | ----- | ----- | --------- | --------- | ----- | ----- |
| Карелия          | ПФЛ              | 2012/13          | 22   | 0    | 1     | 0     | —         | —         | 23    | 0     |
| Карелия          | Итого            | Итого            | 22   | 0    | 1     | 0     | —         | —         | 23    | 0     |
| Нефтехимик       | ФНЛ              | 2013/14          | 15   | 0    | 1     | 0     | —         | —         | 16    | 0     |
| Нефтехимик       | Итого            | Итого            | 15   | 0    | 1     | 0     | —         | —         | 16    | 0     |
| Терек            | Премьер-лига     | 2013/14          | 1    | 0    | 0     | 0     | —         | —         | 1     | 0     |
| Терек            | Премьер-лига     | 2014/15          | 21   | 0    | 1     | 0     | —         | —         | 22    | 0     |
| Терек            | Премьер-лига     | 2015/16          | 21   | 0    | 3     | 0     | —         | —         | 24    | 0     |
| Терек            | Премьер-лига     | 2016/17          | 27   | 0    | 1     | 0     | —         | —         | 28    | 0     |
| Терек            | Итого            | Итого            | 70   | 0    | 5     | 0     | —         | —         | 75    | 0     |
| Зенит (СПб)      | Премьер-лига     | 2017/18          | 26   | 6    | 1     | 0     | 9         | 1         | 36    | 7     |
| Зенит (СПб)      | Премьер-лига     | 2018/19          | 18   | 2    | 1     | 0     | 11        | 2         | 30    | 4     |
| Зенит (СПб)      | Премьер-лига     | 2019/20          | 20   | 0    | 4     | 1     | 4         | 0         | 28    | 1     |
| Зенит (СПб)      | Премьер-лига     | 2020/21          | 18   | 3    | 1     | 1     | 6         | 0         | 25    | 4     |
| Зенит (СПб)      | Премьер-лига     | 2021/22          | 22   | 0    | 2     | 1     | 5         | 1         | 29    | 2     |
| Зенит (СПб)      | Премьер-лига     | 2022/23          | 26   | 5    | 9     | 0     | —         | —         | 35    | 5     |
| Зенит (СПб)      | Итого            | Итого            | 130  | 16   | 18    | 3     | 35        | 4         | 183   | 23    |
| Гавр             | Лига 1           | 2023/24          | 30   | 2    | 3     | 1     | —         | —         | 33    | 3     |
| Гавр             | Лига 1           | 2024/25          | 12   | 1    | 1     | 0     | —         | —         | 13    | 1     |
| Гавр             | Итого            | Итого            | 42   | 3    | 4     | 1     | —         | —         | 46    | 4     |
| Всего за карьеру | Всего за карьеру | Всего за карьеру | 279  | 19   | 29    | 4     | 35        | 4         | 343   | 27    |

### Сборная
| Матчи и голы Кузяева за сборную России | Матчи и голы Кузяева за сборную России | Матчи и голы Кузяева за сборную России | Матчи и голы Кузяева за сборную России | Матчи и голы Кузяева за сборную России | Матчи и голы Кузяева за сборную России |
| №                                      | Дата                                   | Оппонент                               | Счёт                                   | Голы                                   | Турнир                                 |
| -------------------------------------- | -------------------------------------- | -------------------------------------- | -------------------------------------- | -------------------------------------- | -------------------------------------- |
| 1                                      | 7 октября 2017                         | Республика Корея                       | 4:2                                    | —                                      | Товарищеский матч                      |
| 2                                      | 10 октября 2017                        | Иран                                   | 1:1                                    | —                                      | Товарищеский матч                      |
| 3                                      | 11 ноября 2017                         | Аргентина                              | 0:1                                    | —                                      | Товарищеский матч                      |
| 4                                      | 14 ноября 2017                         | Испания                                | 3:3                                    | —                                      | Товарищеский матч                      |
| 5                                      | 30 мая 2018                            | Австрия                                | 0:1                                    | —                                      | Товарищеский матч                      |
| 6                                      | 5 июня 2018                            | Турция                                 | 1:1                                    | —                                      | Товарищеский матч                      |
| 7                                      | 14 июня 2018                           | Саудовская Аравия                      | 5:0                                    | —                                      | Финальные матчи ЧМ-2018                |
| 8                                      | 19 июня 2018                           | Египет                                 | 3:1                                    | —                                      | Финальные матчи ЧМ-2018                |
| 9                                      | 25 июня 2018                           | Уругвай                                | 0:3                                    | —                                      | Финальные матчи ЧМ-2018                |
| 10                                     | 1 июля 2018                            | Испания                                | 1:1(п. 4:3)                            | —                                      | Финальные матчи ЧМ-2018                |
| 11                                     | 7 июля 2018                            | Хорватия                               | 2:2(п. 3:4)                            | —                                      | Финальные матчи ЧМ-2018                |
| 12                                     | 7 сентября 2018                        | Турция                                 | 2:1                                    | —                                      | Лига наций УЕФА 2018/19                |
| 13                                     | 10 сентября 2018                       | Чехия                                  | 5:1                                    | —                                      | Товарищеский матч                      |
| 14                                     | 11 октября 2018                        | Швеция                                 | 0:0                                    | —                                      | Лига наций УЕФА 2018/19                |
| 15                                     | 14 октября 2018                        | Турция                                 | 2:0                                    | —                                      | Лига наций УЕФА 2018/19                |
| 16                                     | 15 ноября 2018                         | Германия                               | 0:3                                    | —                                      | Товарищеский матч                      |
| 17                                     | 20 ноября 2018                         | Швеция                                 | 0:2                                    | —                                      | Лига наций УЕФА 2018/19                |
| 18                                     | 21 марта 2019                          | Бельгия                                | 1:3                                    | —                                      | Отборочные матчи ЧЕ-2020               |
| 19                                     | 13 октября 2019                        | Кипр                                   | 5:0                                    | —                                      | Отборочные матчи ЧЕ-2020               |
| 20                                     | 16 ноября 2019                         | Бельгия                                | 1:4                                    | —                                      | Отборочные матчи ЧЕ-2020               |
| 21                                     | 19 ноября 2019                         | Сан-Марино                             | 5:0                                    | 1                                      | Отборочные матчи ЧЕ-2020               |
| 22                                     | 3 сентября 2020                        | Сербия                                 | 3:1                                    | —                                      | Лига наций УЕФА 2020/21                |
| 23                                     | 6 сентября 2020                        | Венгрия                                | 3:2                                    | —                                      | Лига наций УЕФА 2020/21                |
| 24                                     | 8 октября 2020                         | Швеция                                 | 1:2                                    | —                                      | Товарищеский матч                      |
| 25                                     | 11 октября 2020                        | Турция                                 | 1:1                                    | —                                      | Лига наций УЕФА 2020/21                |
| 26                                     | 14 октября 2020                        | Венгрия                                | 0:0                                    | —                                      | Лига наций УЕФА 2020/21                |
| 27                                     | 12 ноября 2020                         | Молдова                                | 0:0                                    | —                                      | Товарищеский матч                      |
| 28                                     | 15 ноября 2020                         | Турция                                 | 2:3                                    | 1                                      | Лига наций УЕФА 2020/21                |
| 29                                     | 18 ноября 2020                         | Сербия                                 | 0:5                                    | —                                      | Лига наций УЕФА 2020/21                |
| 30                                     | 24 марта 2021                          | Мальта                                 | 3:1                                    | —                                      | Отборочные матчи ЧМ-2022               |
| 31                                     | 27 марта 2021                          | Словения                               | 2:1                                    | —                                      | Отборочные матчи ЧМ-2022               |
| 32                                     | 30 марта 2021                          | Словакия                               | 1:2                                    | —                                      | Отборочные матчи ЧМ-2022               |
| 33                                     | 1 июня 2021                            | Польша                                 | 1:1                                    | —                                      | Товарищеский матч                      |
| 34                                     | 5 июня 2021                            | Болгария                               | 1:0                                    | —                                      | Товарищеский матч                      |
| 35                                     | 12 июня 2021                           | Бельгия                                | 0:3                                    | —                                      | Финальные матчи ЧЕ-2020                |
| 36                                     | 16 июня 2021                           | Финляндия                              | 1:0                                    | —                                      | Финальные матчи ЧЕ-2020                |
| 37                                     | 21 июня 2021                           | Дания                                  | 1:4                                    | —                                      | Финальные матчи ЧЕ-2020                |
| 38                                     | 1 сентября 2021                        | Хорватия                               | 0:0                                    | —                                      | Отборочные матчи ЧМ-2022               |
| 39                                     | 4 сентября 2021                        | Кипр                                   | 2:0                                    | —                                      | Отборочные матчи ЧМ-2022               |
| 40                                     | 7 сентября 2021                        | Мальта                                 | 2:0                                    | —                                      | Отборочные матчи ЧМ-2022               |
| 41                                     | 8 октября 2021                         | Словакия                               | 1:0                                    | —                                      | Отборочные матчи ЧМ-2022               |
| 42                                     | 11 октября 2021                        | Словения                               | 2:1                                    | —                                      | Отборочные матчи ЧМ-2022               |
| 43                                     | 24 сентября 2022                       | Кыргызстан                             | 2:1                                    | —                                      | Товарищеский матч                      |
| 44                                     | 20 ноября 2022                         | Узбекистан                             | 0:0                                    | —                                      | Товарищеский матч                      |
| 45                                     | 23 марта 2023                          | Иран                                   | 1:1                                    | —                                      | Товарищеский матч                      |
| 46                                     | 26 марта 2023                          | Ирак                                   | 2:0                                    | —                                      | Товарищеский матч                      |
| 47                                     | 12 октября 2023                        | Камерун                                | 1:0                                    | —                                      | Товарищеский матч                      |
| 48                                     | 16 октября 2023                        | Кения                                  | 2:2                                    | —                                      | Товарищеский матч                      |
| 49                                     | 20 ноября 2023                         | Куба                                   | 8:0                                    | —                                      | Товарищеский матч                      |
| 50                                     | 7 июня 2024                            | Беларусь                               | 4:0                                    | —                                      | Товарищеский матч                      |
| 51                                     | 5 сентября 2024                        | Вьетнам                                | 3:0                                    | 1                                      | Товарищеский матч                      |

Итого: 51 матч / 3 гола; 25 побед, 12 ничьих, 14 поражений.